# Кастрореджо
Кастрореджо (итал. Castroregio) — коммуна в Италии, располагается в регионе Калабрия, в провинции Козенца.
Население составляет 417 человек (2008 г.), плотность населения составляет 10 чел./км². Занимает площадь 38 км². Почтовый индекс — 87070. Телефонный код — 0981.
Покровительницей коммуны почитается Пресвятая Богородица, празднование 18 августа.

## Демография
Динамика населения:

## Администрация коммуны
- Официальный сайт: